# Делаборд, Жан Бенжамен
Жан Бенжамен Делаборд (фр. Jean-Benjamin de La Borde; 5 сентября 1734, Париж — 22 июля 1794, там же) — французский композитор, эссеист, издатель и финансист.
Сын банкира и откупщика Жана Франсуа Делаборда (1691—1769), камердинер и фаворит Людовика XV, Делаборд учился игре на скрипке и композиции — и уже в 1748 г. сочинил небольшую оперу, а в 1751 г. его опера «Соловей, или Тайный брак» (фр. Le Rossignol ou Le Mariage secret) была поставлена в Париже; за ней в последующие 30 лет последовали ещё три десятка, в 1773 г. Делаборд опубликовал сборник своих избранных песен. В 1780 г. он напечатал «Очерк старинной и современной музыки» (фр. Essai sur la musique ancienne et moderne). В том же году как издатель Делаборд приступил к публикации подробных «Топографических, живописательных, физических, исторических, моральных, политических и литературных картин Швейцарии» (фр. Tableaux topographiques, pittoresques, physiques, historiques, moraux, politiques, littéraires, de la Suisse) Антона Цурлаубена. В 1791 г. выпустил сборник «Мысли и максимы». Был гильотинирован за четыре дня до 9 термидора и падения Робеспьера.